# I'm In Heaven
«I'm In Heaven» es el primer sencillo de la cantante inglesa de música Pop-Dance Holly James.

## El sencillo
Holly James debutó con este sencillo junto con el DJ Jason Nevins y el grupo Dance U.K.N.Y. Contratados por Polydor Records a comienzos del 2001, publicaron "I'm In Heaven", un tema dance muy bailado en los Clubs de Londres.
El sencillo fue publicado, por Polydor Records, a comienzos de junio en el Reino Unido e Irlanda y fue todo un éxito en las listas de ventas. El sencillo consiguió posicionarse en el n.º 8 del UK Singles Charts y en el n.º 9 en el Irish Top 40 Singles. Además, consiguió el n.º 1 en el UK Dance/Club Chart durante 2 semanas.
A comienzos del verano del 2003, el sencillo fue publicado en todo el mundo, consiguiendo el n.º 9 en Australia, el n.º 10 en Francia, el n.º 12 en Alemania y el n.º 14 en China.

## Posicionamiento
Estos son los Charts conseguidos por la cantante inglesa Holly James con su single "I'm In Heaven" [Polydor UK]:
| Posición | 17 | 8 | 8 | 10 | 18 | 21 | 37 | 40 | 32 | 41 | 54 | 68 | 79 | 80 | 89 | 95 | 109 | Out | 204 | Out |

| Posición | 1 | 1 | 2 | 3 | 5 | 8 | 7 | 10 | 12 | 16 | 20 | 24 | 38 | 40 | 49 | 58 | 60 | 80 | 104 | 186 | 214 | Out |

| Posición | 28 | 10 | 9 | 14 | 20 | 37 | 40 | 58 | 41 | 68 | 79 | 80 | 108 | 168 | Out |

| Posición | 38 | 12 | 15 | 20 | 24 | 30 | 38 | 48 | 59 | 98 | 84 | 75 | 86 | 108 | 159 | Out | Out |

| Posición | 40 | 27 | 17 | 9 | 10 | 12 | 17 | 24 | 35 | 40 | 49 | 57 | 78 | 89 | 120 | 178 | 240 | Out |

| Posición | 19 | 10 | 16 | 19 | 24 | 37 | 40 | 40 | 69 | 72 | 109 | 159 | 259 | Out | Out |

| Posición | 24 | 14 | 19 | 28 | 20 | 17 | 28 | 39 | 48 | 54 | 68 | 78 | 98 | 109 | 153 | Out | Out |

| Posición | 19 | 15 | 24 | 37 | 49 | 38 | 59 | 68 | 79 | 90 | 150 | 124 | 198 | 248 | Out | Out |

| Posición | 24 | 7 | 8 | 10 | 14 | 27 | 30 | 21 | 29 | 40 | 57 | 69 | 80 | 109 | Out |

- Datos: Q5906670